# Peřina

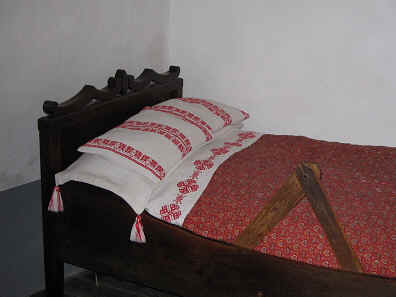
Dobová postel s polštářem a peřinou

Peřina je pokrývka využívaná člověkem při spánku. Většinou je tvořená vnitřním látkovým pytlem, který je vyroben ze sypkoviny a vyplněn jemnými částmi ptačího peří. Tento pytel se z hygienických důvodů obvykle povléká ještě další vrstvou, která se pak snáze čistí a pere.
Peří je lehké a dobře drží strukturu. Je elastické a pružné, proto dobře drží objemný tvar peřiny. Vzduch uvnitř sypkoviny se tak ohřívá a příliš nehýbe. Díky tomu peřina dobře izoluje teplé spící tělo od chladného okolního prostředí.
Peřina může být také líhní různých druhů roztočů (vesměs saprofágů) a poměrně mnoho současných lidí může trpět alergiemi na ptačí peří. Proto není peřina ke spánku vždy vhodná.
Peřina je pro svou měkkost a hebkost často námětem přirovnání. K peřině tak často bývají přirovnávány mraky, pěna na pivu, různé druhy oblečení a další věci.